# 光叶柳
光叶柳（学名：Salix paraphylicifolia）为杨柳科柳属的植物。分布于中国大陆的新疆等地，生长于海拔1,800米至2,000米的地区，多生长于林缘或山河边，目前尚未由人工引种栽培。